# Лосталло
Лосталло (нем. Lostallo) — коммуна в Швейцарии, в кантоне Граубюнден. Входит в состав округа Моэза. Официальный код — 3821.

## История
Лосталло впервые упоминается в письменных источниках в 1219 году.

## География
Площадь коммуны составляет 50,86 км². 6,8 % территории занимают сельскохозяйственные угодья; 59 % — леса; 1,8 % — застройка и дороги и оставшиеся 32,3 % — не используются (горы, ледники, реки). Расположена на правом берегу реки Моэза.

## Население
По данным на 31 декабря 2012 года население коммуны составляет 725 человек. По данным на 2008 год 11,7 % населения составляют иностранные граждане. На 2000 год 81,4 % населения назвали своим родным языком итальянский; 13,4 % — немецкий и 2,0 % — португальский.
Гендерный состав населения по данным на 2000 год: 50,9 % — мужчины и 49,1 % — женщины. Возрастной состав населения (на 2000 год): 12,2 % — младше 9 лет; 4,9 % — от 10 до 14 лет; 4,0 % — от 15 до 19 лет; 13,6 % — от 20 до 29 лет; 17,5 % — от 30 до 39 лет; 13,9 % — от 40 до 49 лет; 13,7 % — от 50 до 59 лет; 10,8 % — от 60 до 69 лет; 6,9 % — от 70 до 79 лет; 2,3 % — от 80 до 89 лет и 0,3 % — старше 90 лет.
Динамика численности населения коммуны по годам:
| 1802 | 1850 | 1900 | 1950 | 2000 |
| ---- | ---- | ---- | ---- | ---- |
| 212  | 363  | 372  | 424  | 656  |